# Reinhold Meier
Reinhold Meier (28. februar 1634 i Slesvig by – 23. januar 1701 i København) var en dansk krigsdeputeret, bror til Herman Meier.
Han var søn af dr.jur., først i mecklenburgsk tjeneste, senere gottorpsk råd og staller i Ejdersted Herman Meier (død 1659) og Ursula von Gehren (død 1650). 15 år gammel sendtes han til gymnasiet i Stade og to år efter til universitetet i Helmstedt, hvor han studerede jura (immatrikuleret 1651). 1655 vendte han tilbage til Slesvig, men da opholdet her ikke tiltalte ham, tog han samme år tjeneste hos en højere svensk finansembedsmand og 1660 hos den senere svenske præsident i Bremen Kleihe, hvem han fulgte på en gesandtskabsrejse til Wien og Tyrkiet. 1663 forlod han Kleihes tjeneste og opholdt sig derefter i Slesvig, indtil han 1665 blev sekretær hos statholder Christoffer Gabel. 1670-85 var han gehejmekammersekretær og en tid råd hos Enkedronning Sophie Amalie. 1686 udnævntes han til kancelliråd, 1687 til kammerråd og var som sådan medlem af Kammerkollegiet til 1699. Ved siden heraf var han fra 1689 deputeret ved Land- og Søetaten, fra 1690 deputeret i Landetatens Kommissariat og fra 1694 deputeret i Land- og Søetatens Generalkommissariat. 1690 blev han justitsråd, 1693 titulær etatsråd og 1697 virkelig etatsråd.
Han var en nidkær og dygtig embedsmand, der foruden i Rentekammeret og de militære kollegier brugtes meget i kommissionerne i Rådstuen. En vigtig rolle spillede Meier under mobiliseringen i Holsten 1689, ekspeditionen til Ratzeburg 1693 og felttoget i Slesvig og Holsten 1700, ved hvilke lejligheder han var chef for feltkommissariatet (forplejningsvæsenet). Han havde her en ret vanskelig opgave, da de pengemidler, der stod til hans rådighed, var alt andet end rigelige, og så vel fra troppeafdelingerne som fra Meiers kolleger i Generalkommissariatet i København kom der også en del misfornøjelse til orde. Denne har dog i det væsentlige næppe været begrundet; i det mindste tog overgeneralen i året 1700, hertug Ferdinand Vilhelm af Württemberg-Neuenstadt, bestemt Meier i forsvar over for klagerne. Han døde 23. januar 1701.
I 1677 ægtede han Sophie Elisabeth von Platen (død tidligst 1701), datter af kurkølnsk råd Friedrich von Platen.
Meier ejede fra 1694 (?) landstedet Blågård på Nørrebro, som hans svigersøn, kaptajn i Fodgarden, Cesar René de Thehillac, arvede.
Han er begravet i Sankt Petri Kirke.